# Auguste François Marie Glaziou

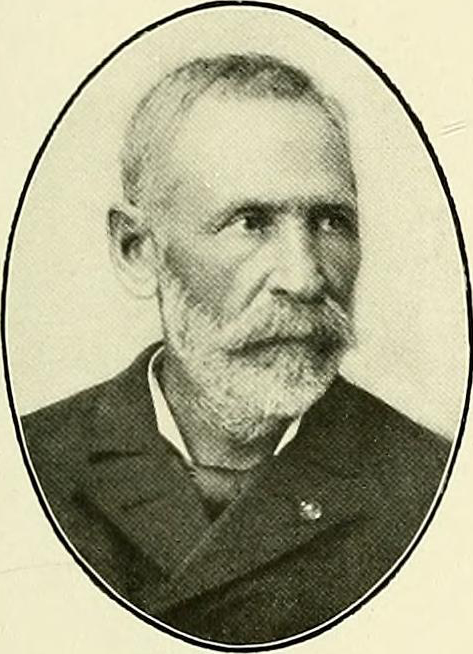

Auguste François Marie Glaziou (* 30. August 1828 in Lannion, Bretagne; † 30. März 1906 in Bourdeaux) war ein französischer Landschaftsarchitekt und Botaniker. Sein offizielles botanisches Autorenkürzel lautet „Glaz.“

## Leben
Glaziou erlangte zunächst einen akademischen Grad im Fach Bauingenieurwesen. Anschließend studierte  er Botanik am Muséum national d’histoire naturelle, wo er seine Kenntnisse in der Landwirtschaft und im Gartenbau vertiefte. Während der Hausmann-Reformen war Glaziou stark von der Arbeit des Städteplaners Jean-Charles Alphand beeinflusst. 1858 zog Glaziou auf Einladung von Kaiser Dom Pedro II. nach Rio de Janeiro, wo er als Direktor der Garten- und Parkverwaltung eingesetzt wurde. Während seiner Zeit in Brasilien war er maßgeblich an der Garten- und Parkgestaltung beteiligt. So verlieh er dem Passeio Público ein modernes Antlitz und war für die Umgestaltung der Kaiserresidenz Quinta da Boa Vista verantwortlich. Darüber hinaus war Glaziou ein leidenschaftlicher Pflanzensammler, der eine umfangreiche Kollektion zusammentrug. 1897 kehrte er nach Frankreich zurück, wo er sich in Bordeaux niederließ und ein privates Herbarium aufbaute.
Zusammen mit Antoine Laurent Apollinaire Fée (1789–1874) verfasste Glaziou das zweibändige Werk Cryptogames vasculaire (Fougères, lycopodiacées, hydroptéridées, équisétacées) du Brésil (1869–1873).

## Dedikationsnamen
Nach Glaziou sind die Gattungen Neoglaziovia, Glaziophyton und Glaziovia, daneben auch Artnamen wie Arthrocereus glaziovii und Pradosia glaziovii benannt.